# خودروی تشریفاتی

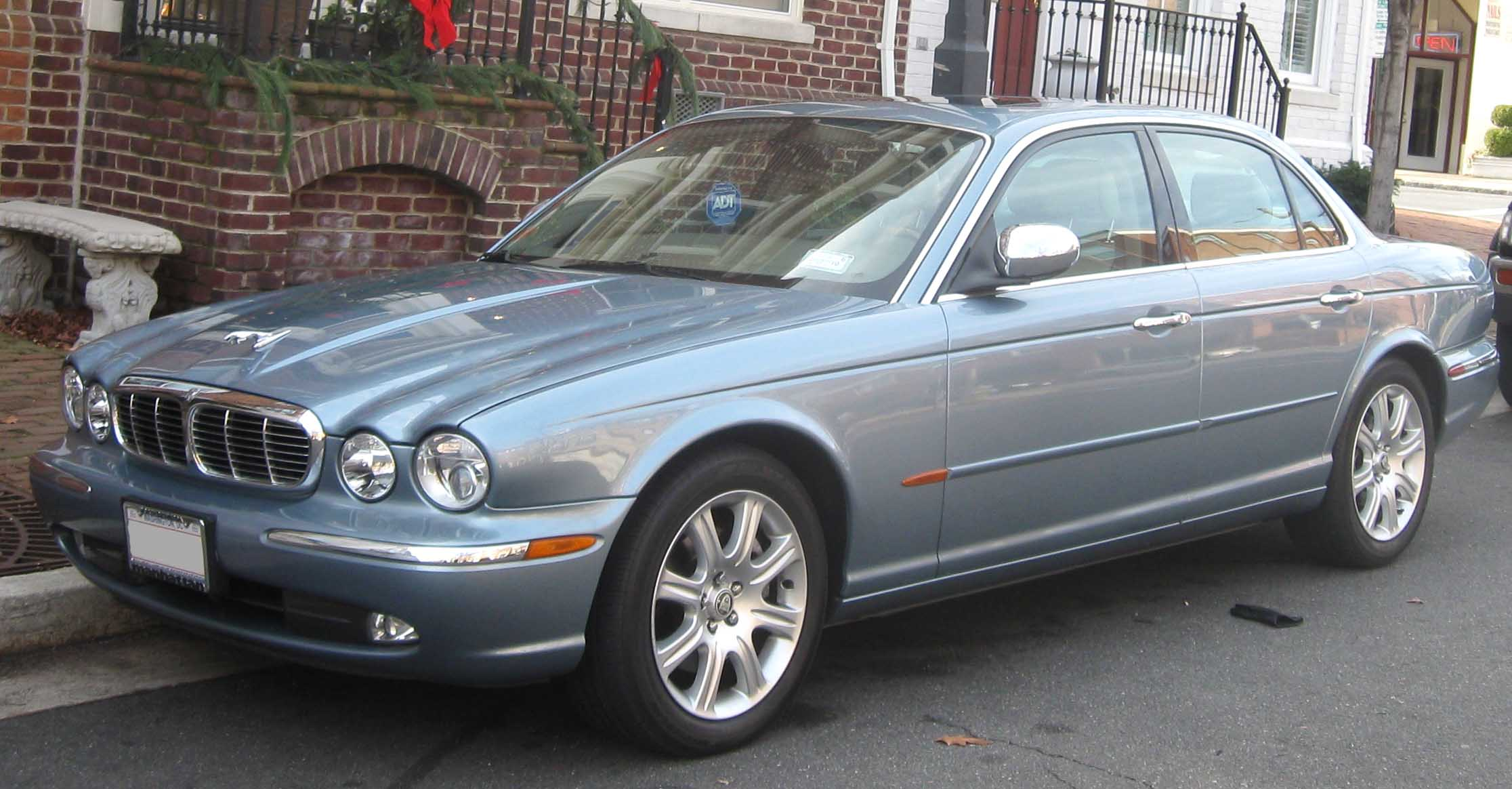
جگوار XJ یکی از مدل‌های برجسته شرکت جگوار در کلاس خودروهای شرکتی/تشریفاتی/عملیاتی

خودرو تشریفاتی یا خودرو شرکتی یا خودرو عملیاتی (به انگلیسی: Executive car) به خودرویی گفته می‌شود که دارای سایز بزرگی بوده و با توجه به ویژگی‌های لوکس بودنش اغلب برای مصارف تجاری و حمل مقامات حکومتی و مراسم تشریفات مورد استفاده قرار می‌گیرد. حجم موتور اینگونه خودروها اغلب بین محدوده ۲ تا ۳٫۵ لیتر می‌باشد که بیشتر از اغلب خودروهای خانوادگی بوده‌است. با توجه به مالیات سنگینی که توسط برخی کشورهای اروپایی مانند فرانسه بر خودروهایی با چنین موتورهای حجیمی وضع می‌شود، فروش این قبیل خودروها در چنین کشورهایی با اقبال چندانی روبرو نبوده‌است.